# Bebandem (plaats)
Bebandem is een bestuurslaag in het regentschap Karangasem van de provincie Bali, Indonesië. Bebandem telt 9445 inwoners (volkstelling 2010).